# María Luisa Arcelay
María Victoria Luisa Fundadora Arcelay de la Rosa (Mayagüez, 23 de diciembre de 1893 - 17 de octubre de 1981) fue una educadora, empresaria y política puertorriqueña que en noviembre de 1932, se convirtió en la primera mujer en ser elegida para un cargo legislativo en la Cámara de Representantes de Puerto Rico y la primera de Hispanoamérica.

## Vida y obra

### Primeros años
Nacida en Mayagüez, Puerto Rico, fue una de los cinco hijos del matrimonio conformado por Ricardo Arcelay Ríos e Isabel de la Rosa Turull. Allí recibió su educación primaria y secundaria antes de mudarse a Río Piedras en 1913, para cursar estudios de docente en la Escuela Normal.
Comenzó su carrera como educadora cuando fue contratada como profesora de inglés en la escuela Theodore Roosevelt; más tarde enseñó en el colegio José de Diego, ambas escuelas ubicadas en la ciudad de Mayagüez.

### Vida empresarial
En 1920, Arcelay abandonó su carrera como educadora y junto con Lorenza Carrero fundó un taller de costura, que a los pocos años creció y se convirtió en una fábrica. Su compañía empleó a mujeres locales que no tenían otro medio para sostenerse económicamente. También fue una activista empresarial que defendió a la industria puertorriqueña del bordado en varios foros públicos, que no sólo se realizaron en Puerto Rico, sino que además en Nueva York y Washington D. C.

### Vida política
Arcelay fue miembro del Partido Coalicionista de Puerto Rico; en las elecciones del 8 de noviembre de 1932 fue elegida para representar al distrito de Mayagüez en la Cámara de Representantes de Puerto Rico, lo que la transformó en la primera mujer puertorriqueña y la primera mujer en toda de América Latina en ser electa para un órgano legislativo gubernamental.
Arcelay utilizó su posición como presidenta de la Comisión de Agricultura y Comercio para continuar con su defensa de la industria del bordado antes que las autoridades locales y federales. Además, jugó un papel fundamental en la transformación de esta industria —tanto en precios como en productos— para hacerla compatible con el mercado de Estados Unidos, al oponerse a cualquier propuesta legislativa relacionada con la fijación de un salario mínimo para las costureras y trabajadores comunes, así como sus horas de trabajo. Por otro lado, «estuvo entre las primeras en proponer un sistema de guarderías, la mejora de las condiciones de trabajo y unas técnicas de gestión empresarial progresistas».
En 1934, Arcelay presentó un proyecto de ley ante la Asamblea Legislativa de Puerto Rico, que estableció la Lotería de Puerto Rico. Fue reelegida en 1936, tiempo durante el cual presentó los proyectos de ley para establecer un orfanato para niños y un tribunal de menores. También presentó un proyecto de ley destinado a establecer una pensión para los profesores y una Escuela de Medicina en la Universidad de Puerto Rico en Mayagüez.